# SG̱ang Gwaay
Ne doit pas être confondu avec Réserve de parc national et site du patrimoine haïda Gwaii Haanas.
SG̱ang Gwaay est un village situé en Colombie-Britannique, Canada. Il est inscrit depuis 1981 sur la liste du patrimoine mondial.
Plus précisément, il se trouve sur une île de la côte ouest de Haida Gwaii. Les vestiges de maisons et de mâts funéraires et commémoratifs sculptés permettent d'illustrer l'art du peuple Nord-Amérindiens des Haïdas. Le site est aussi reconnu comme étant le lieu historique national de Nan Sdins.